# Lahůdky

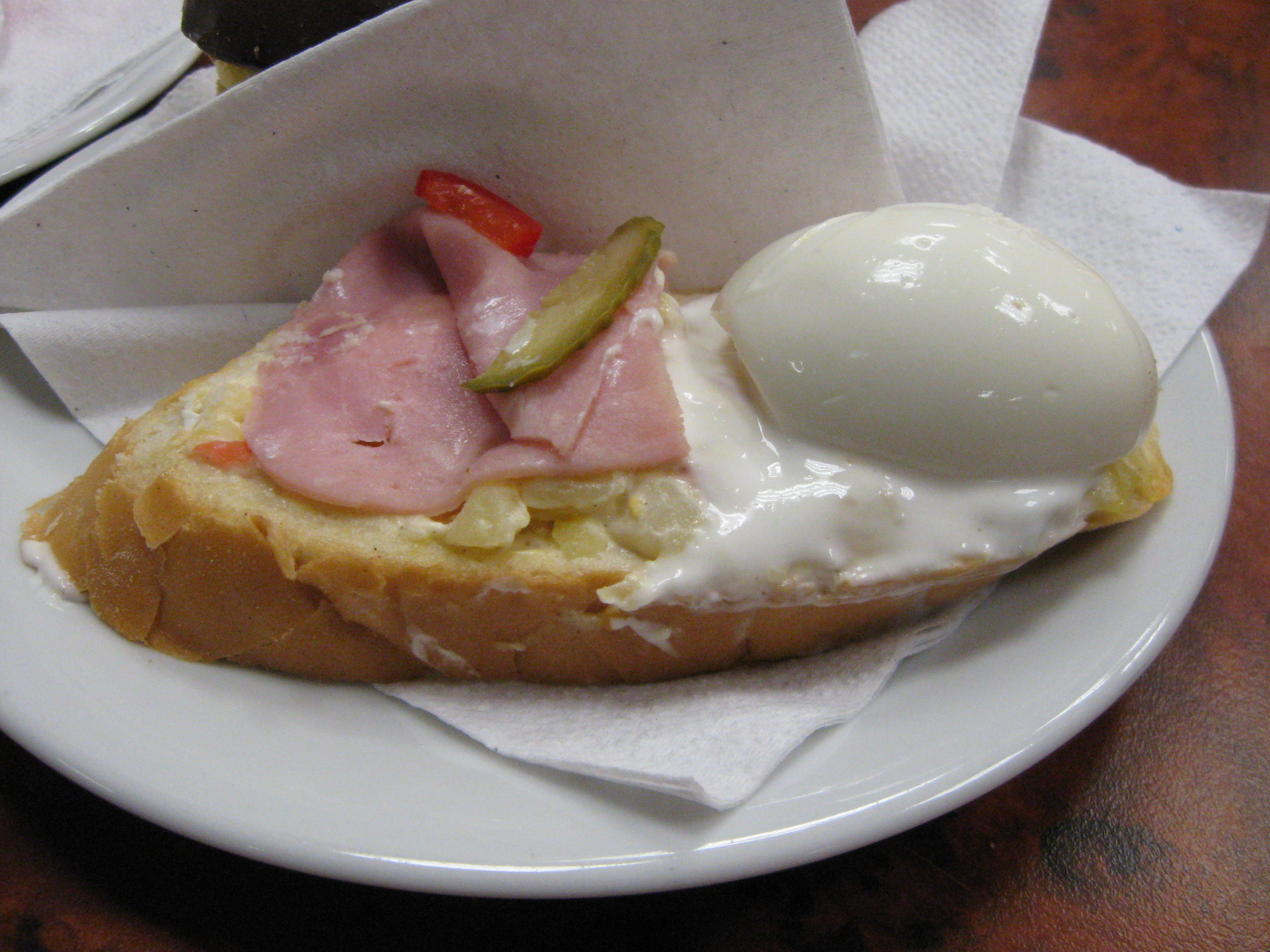
Chlebíček, typický představitel lahůdkářství

Lahůdkářství jsou druhem obchodu, kde se prodávají lahůdky, tj. různé drobné jídlo, které je možno zkonzumovat přímo v obchodu, na ulici nebo doma. Jedná se jak o polotovary, jako jsou salámy, uzeniny, sýry, sladkosti, tak o již připravené dobroty (chlebíčky, bagety). Většina těchto poživatin je studená, některá lahůdkářství nabízejí toto zboží ohřáté či s teplým nápojem.
Přeneseně se slovo lahůdky používá i pro lahůdkářství.
S ohledem na konzumní a logistické podmínky (lehké občerstvení pro volný čas, krátká trvanlivost výrobků atd.) jsou lahůdkářství často sdružována a kombinována s jinými typy prodejen, často například s cukrárnou, řeznictvím, kavárnou, jídelnou, občerstvením atd.